# Haryana
Haryana (Hindi हरियाणा IAST Hariyāṇā [hʌrɪˈjɑːɳɑː], Panjabi ਹਰਿਆਣਾ) ist ein indischer Bundesstaat mit einer Fläche von 44.212 Quadratkilometern und 25,4 Millionen Einwohnern (Volkszählung 2011). Die Bevölkerungsdichte beträgt 573 Einwohner pro Quadratkilometer.
Die Hauptstadt Chandigarh ist auch Hauptstadt des benachbarten Punjab, an dessen Grenze sie liegt, und wird als Unionsterritorium von der Zentralregierung in Neu-Delhi direkt verwaltet.
Mit einem Wert von 0,687 erreichte Haryana 2015 den 9. Platz unter den 29 Bundesstaaten Indiens im Index der menschlichen Entwicklung.

## Geographie

Niederschlagskarte von Haryana

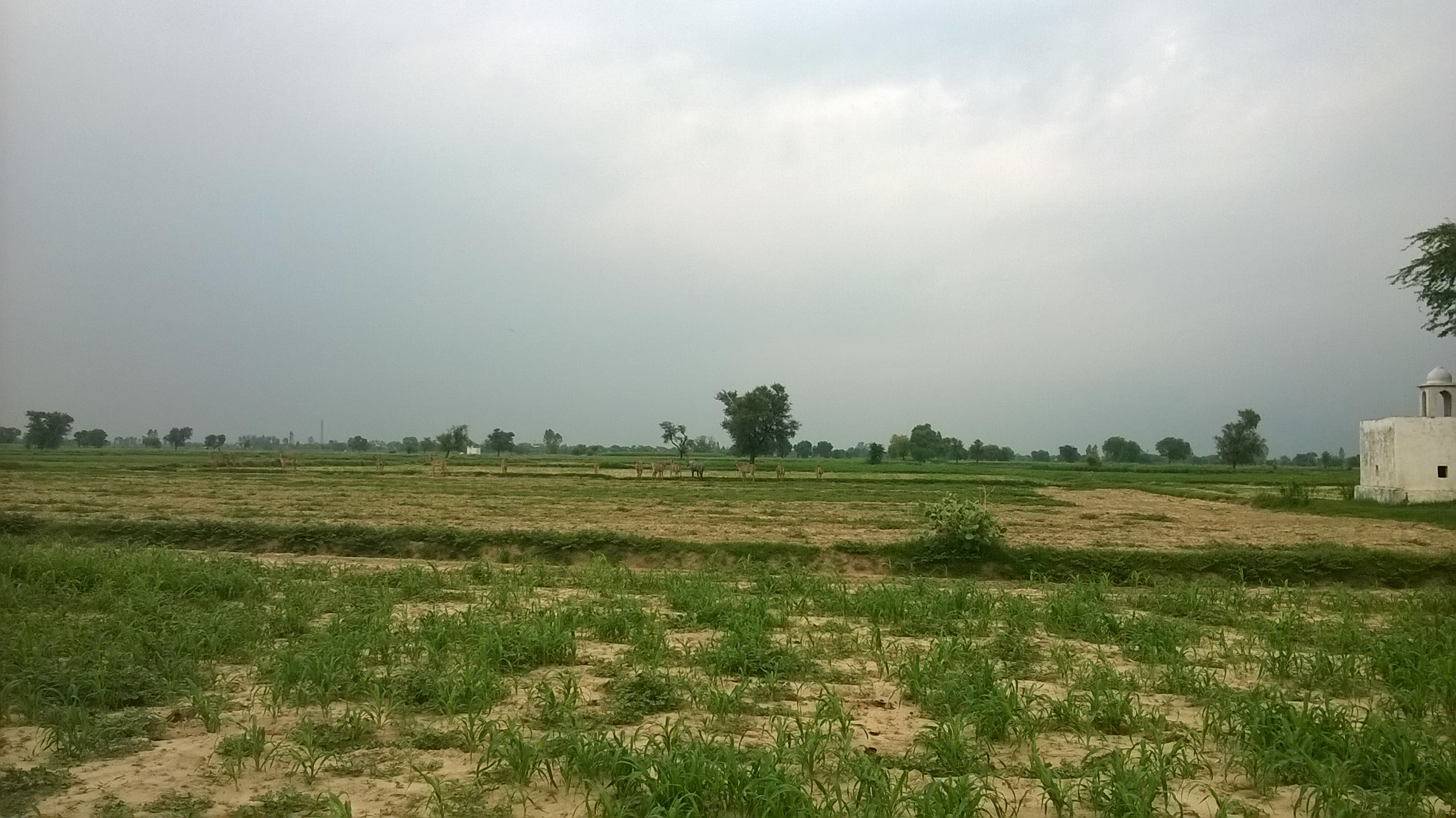
Impression der großen Schwemmebene (Distrikt Jhajjar)

Haryana grenzt im Norden an den Bundesstaat Himachal Pradesh, im Nordwesten an den Punjab und Chandigarh, im Südwesten an Rajasthan, im Osten an Uttar Pradesh und an das Unionsterritorium Delhi. Die größte Stadt des Bundesstaates ist Faridabad.
Die Grenzen des Bundesstaats Haryana sind im Wesentlichen historisch im 19. und 20. Jahrhundert gewachsen und nicht durch naturräumliche Gliederungen bedingt. Die einzige natürliche Grenze wird vom Flusslauf des Yamuna markiert, der über einen längeren Abschnitt die Grenze zum Bundesstaat Uttar Pradesh bildet. Physiogeographisch können in Haryana fünf Landschaftsformen unterschieden werden:
- die Bagar-Region (Hindi बागड़, auch Bagad) im Südwesten, eine aride, steppenartige Großregion, die sich über das südliche Haryana, das nördliche Rajasthan bis nach Pakistan erstreckt. Hier herrscht ein trockenes Klima mit überwiegend strauchartiger Vegetation, und es finden sich reichlich Sandflächen und Sanddünen. Diese Landschaftsform findet sich vor allem in den Distrikten Sirsa, Hisar und Bhiwani. Die Höhe über dem Meeresspiegel variiert zwischen 230 und 350 Metern.
- die Ghaggar-Yamuna-Ebene, eine ausgedehnte Schwemmebene, die durch Ablagerungen der Flüsse der Yamuna-Ganges- und des Indus-Systeme, die in der Vergangenheit häufig ihre Läufe geändert haben, gebildet worden ist. Die Höhe über dem Meeresspiegel beträgt unter 300 Meter mit verhältnismäßig geringen Variationen (insbesondere in den Distrikten Ambala, Yamunanagar, Kurukshetra, Karnal, Kaithal, Jind, Sonipat und dem nordöstlichen Teil von Hisar). Diese Ebene gibt ein relativ monotones Landschaftsbild ab, ein Eindruck, der durch die fehlenden Waldflächen verstärkt wird. Innerhalb der Schwemmlandebene befinden sich die schmalen, tiefer liegenden Überschwemmungsgebiete der Flüsse Yamuna (Khadar, खादिर), Ghaggar (Nali) und Markanda (Bet).
- die Ausläufer des Aravalligebirges: diese finden sich in den südlichen Distrikten Haryanas. Sie erreichen Höhen von 300 bis 600 Metern.
- die Siwaliks an der Nordostgrenze des Bundesstaats. Sie bilden ein Mittelgebirge und ein Vorgebirge des Himalaya. Die Höhe beträgt über 400 Meter.
- das Vorland der Siwaliks, eine etwa 300 bis 400 Meter hohe hügelige Ebene.

### Größte Städte
(Stand: Volkszählung 2011)
|                                             | Stadt                     | Einwohner |    | Stadt       | Einwohner |
| ------------------------------------------- | ------------------------- | --------- | -- | ----------- | --------- |
| 1                                           | Faridabad                 | 1.404.653 | 8  | Yamunanagar | 216.628   |
| 2                                           | Gurugram (früher Gurgaon) | 876.824   | 9  | Panchkula   | 210.175   |
| 3                                           | Rohtak                    | 373.133   | 10 | Bhiwani     | 197.662   |
| 4                                           | Hisar                     | 301.249   | 11 | Ambala      | 196.216   |
| 5                                           | Panipat                   | 294.150   | 12 | Sirsa       | 183.282   |
| 6                                           | Karnal                    | 286.974   | 13 | Bahadurgarh | 170.426   |
| 7                                           | Sonipat                   | 277.053   | 14 | Jind        | 166.225   |
| Quelle: Census of India 2011. (PDF; 151 kB) |                           |           |    |             |           |

## Geschichte

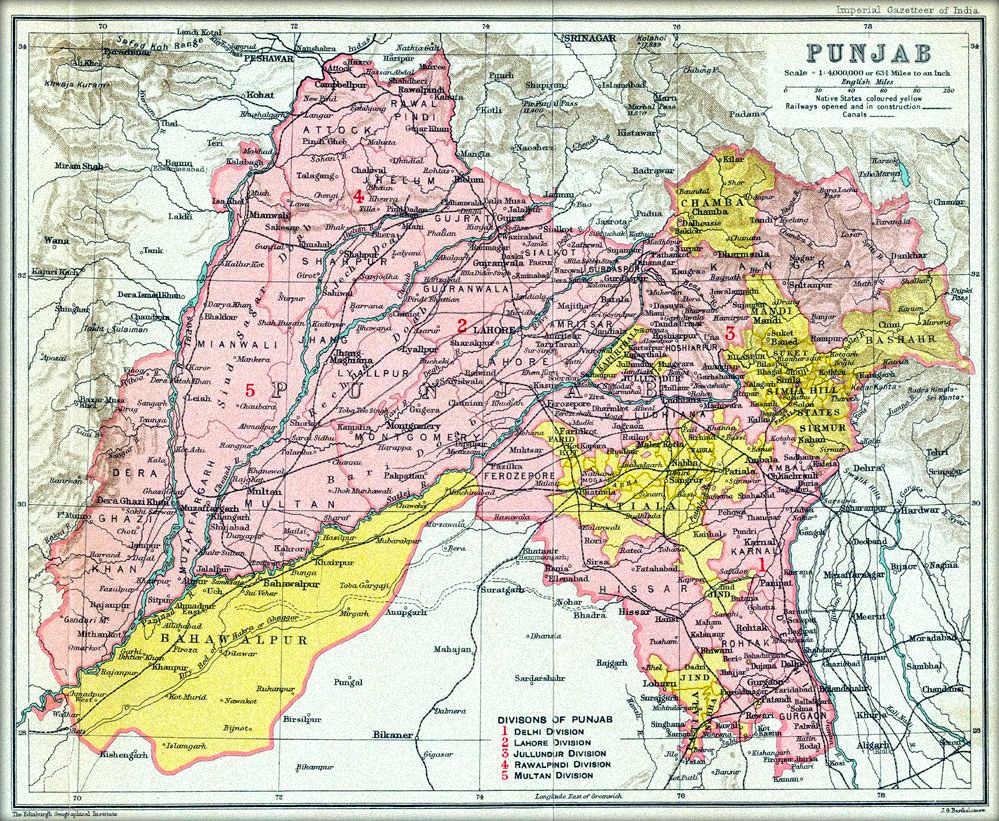
Haryana als Teil der Provinz Punjab von Britisch-Indien (Karte aus den Imperial Gazetteer of India, 1909)

Das Gebiet Haryanas kam im Zweiten Marathenkrieg (1803–1805) unter die Herrschaft der Britischen Ostindien-Kompanie und wurde nach und nach administrativ organisiert. 1832 wurde es als Delhi Division in die North-Western Provinces eingegliedert. Nach dem Indischen Aufstand von 1857, in den die Region wesentlich involviert war, erfolgte eine administrative Reorganisation und die Delhi Division kam zur Provinz Punjab, wo sie bis zum Ende Britisch-Indiens verblieb.

Entstehung von Haryana aus Teilen des Punjab (P.E.P.S.U. = Patiala and East Punjab States Union)

Im Sommer 1947 wurden Indien und Pakistan aus dem britischen Kolonialreich in die Selbständigkeit entlassen und die Provinz Punjab zwischen Indien und Pakistan geteilt. Im Jahr 1956 folgte mit dem States Reorganisation Act eine nochmalige neue Grenzziehung der indischen Bundesstaaten in großem Maßstab. Der bisherige Staat Patiala and East Punjab States Union wurde dabei an den Punjab angegliedert. In diesem Bundesstaat Punjab bildeten die Hindus die Bevölkerungsmehrheit. Politische Führer der Sikhs strebten einen eigenen Bundesstaat mit Sikh-Mehrheit an. Infolgedessen wurde am 1. November 1966 der Teil des indischen Punjab, dessen Bewohner mehrheitlich Hindi sprachen und dem Hinduismus anhingen, vom Rest des Bundesstaates abgespalten und unter dem Namen Haryana ein eigener indischer Bundesstaat.
Der Name Haryana ist schon sehr alt, wobei die etymologischen Wurzeln umstritten sind. Aus verschiedenen Sanskrit-Wurzeln wurden unterschiedliche Bedeutungen wie „Wohnstätte Vishnus“ oder „grünes Land“ und andere abgeleitet.
Ein Teil der Bevölkerung des Punjab und Haryanas sind Nachkommen des vor Jahrhunderten eingewanderten Jat-Volkes. Die Angehörigen der Jat-Gruppe bilden heute eine Art Kaste oder soziale Gemeinschaft in der indischen Gesellschaft. Angehörige der Jats fordern mehrfach die Einstufung als „sonstige benachteiligte Kaste“ (Other Backward Classes) durch die indische Regierung. Damit sind Privilegien, wie die Reservierung von staatlicher Stellen, Studienplätzen etc. verbunden. In diesem Zusammenhang kam es wiederholt zu Unruhen, Streiks und Boykottaktionen, die zum Teil einen erheblichen wirtschaftlichen Schaden anrichteten, z. B. im Februar 2016.

## Bevölkerung

### Demografie

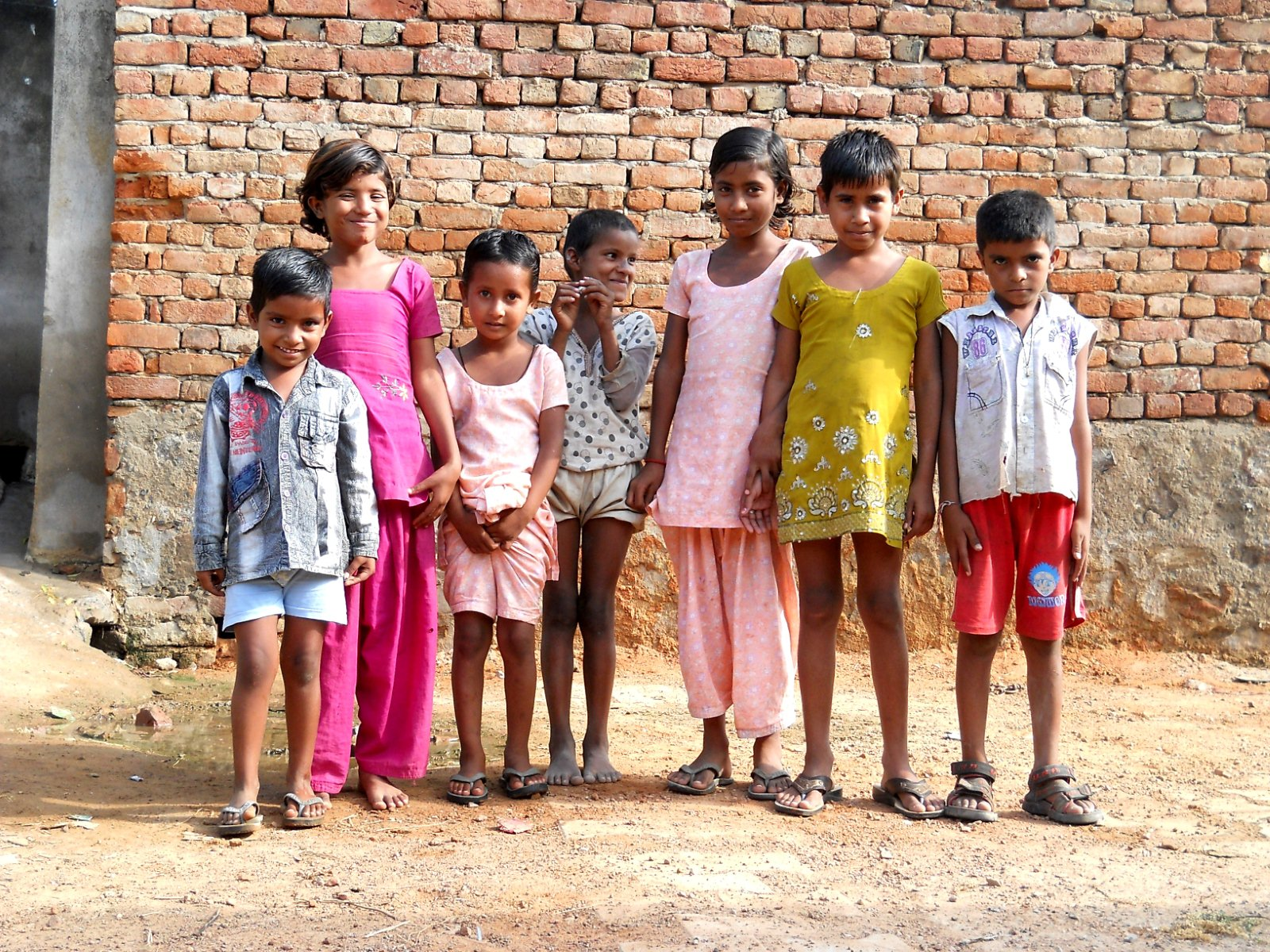
Kinder in Gurugram

Nach der indischen Volkszählung 2011 hat Haryana 25.351.462 Einwohner. Damit gehört Haryana zu den mittelgroßen indischen Bundesstaaten. Gemessen an der Einwohnerzahl steht es an 18. Stelle unter den 29 Bundesstaaten Indiens. Mit 573 Einwohnern pro Quadratkilometer ist Haryana dichter besiedelt als der indische Durchschnitt, der bei 382 Einwohnern pro Quadratkilometer liegt. Zwischen 2001 und 2011 wuchs die Einwohnerzahl um 20 Prozent und damit etwas schneller als im Landesmittel (18 Prozent). Vor allem die an Delhi angrenzenden Gebiete erleben durch die Expansion der Megastadt ein starkes Bevölkerungswachstum. Entsprechend liegt der Urbanisierungsgrad Haryanas mittlerweile mit 35 Prozent über dem Landesdurchschnitt von 31 Prozent. Das Geschlechterverhältnis ist in Haryana extrem unausgeglichen: Auf 1000 Männer kommen nur 879 Frauen, während der entsprechende Wert für Gesamtindien 943 beträgt. Unter den 0- bis 6-Jährigen sind es sogar nur 834 (Indien: 919). Haryana hat damit den größten Männerüberschuss aller indischen Bundesstaaten.
75,6 Prozent der Einwohner Haryanas konnten 2011 lesen und schreiben (Männer: 84,0 Prozent, Frauen: 65,9 Prozent). Die Alphabetisierungsrate lag damit nur wenig über dem indischen Durchschnitt von 74,0 Prozent. Im Zeitraum von 2010 bis 2014 betrug die durchschnittliche Lebenserwartung 68,6 Jahre (der indische Durchschnitt betrug 67,9 Jahre). Die Fertilitätsrate betrug 2,12 Kinder pro Frau (Stand: 2016) während der indische Durchschnitt im selben Jahr bei 2,23 Kinder lag.

#### Bevölkerungsentwicklung
Zensusbevölkerung von Haryana (in den heutigen Grenzen) seit der ersten Volkszählung im Jahr 1951.
| Zensusjahr | Einwohnerzahl |
| ---------- | ------------- |
| 1951       | 5.674.400     |
| 1961       | 7.591.190     |
| 1971       | 10.036.430    |
| 1981       | 12.922.122    |
| 1991       | 16.464.600    |
| 2001       | 21.083.900    |
| 2011       | 25.753.081    |

### Sprachen
Die Hauptsprache Haryanas ist Hindi, nach dessen Sprachgrenze der Bundesstaat 1966 gebildet wurde. Hindi ist die erste Amtssprache Haryanas und wird nach der Volkszählung 2001 von 87 Prozent der Einwohner des Bundesstaates als Muttersprache gesprochen. Die meisten Menschen in Haryana sprechen im Alltag aber einen der Dialekte, die unter dem Oberbegriff Haryanavi zusammengefasst werden.
Neben den Hindi-Sprechern gibt es eine größere Minderheit von Sprechern des Panjabi (knapp 11 Prozent). Die Panjabi-Sprecher sind größtenteils Nachfahren von Hindus und Sikhs, die nach der Teilung Indiens 1947 aus dem heute pakistanischen Teil des Punjab vertrieben wurden. Seit 2010 genießt Panjabi den Status einer Amtssprache. Unter Teilen der Muslime Haryanas ist Urdu, die muslimische Variante des Hindi, verbreitet. Englisch ist, wie überall in Indien, als Verkehrs- und Bildungssprache allgegenwärtig.
Obwohl Panjabi eine historisch in der Region verwurzelte Sprache ist und von einer signifikanten Minderheit als Muttersprache gesprochen wird, erhielt es erst relativ spät den Status einer zweiten Amtssprache. Der Grund hierfür waren die Rivalitäten und Streitigkeiten mit dem benachbarten Bundesstaat Punjab zu verschiedenen Fragen (Grenzverlauf, Verteilung der Wasserressourcen etc.). Um das ungeliebte Panjabi, die Amtssprache des Punjab, zu vermeiden wichen die Politiker Haryanas auf südindische Sprachen aus. Der zwischen 1968 und 1975 amtierende Chief Minister Bansi Lal versuchte das südindische Telugu als zweite Sprache Haryanas einzuführen, auch unter der Vorstellung, dass damit die Differenzen zwischen den nördlichen Hindi-Bundesstaaten und den südlichen dravidischen Bundesstaaten abgebaut werden könnten. Letztlich wurde 1969 Tamil zur zweiten offiziellen Sprache Haryanas erklärt und blieb in diesem Status bis zum Jahr 2010, obwohl es kaum Tamil-Muttersprachler im Bundesstaat gab.

### Religionen

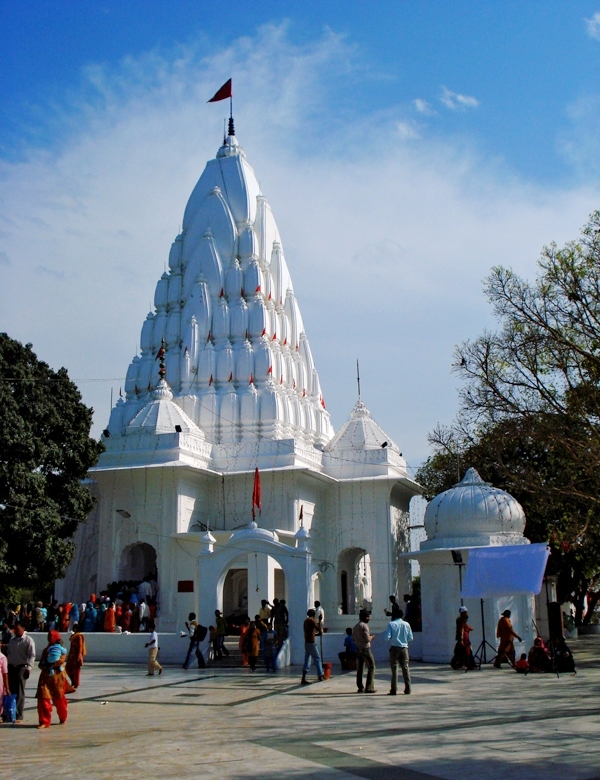
Hindu-Tempel im Distrikt Panchkula

Die große Mehrheit der Einwohner Haryanas sind Hindus. Nach der Volkszählung 2011 stellen sie 88 Prozent der Bevölkerung des Bundesstaates. Daneben gibt es Minderheiten von Muslimen (7 Prozent) und Sikhs (5 Prozent).
Um 1900 hatte der Bevölkerungsanteil der Muslime im heutigen Haryana noch rund ein Viertel betragen. Als Ergebnis der Gewalttätigkeiten nach der Teilung Indiens wurde die muslimische Bevölkerung aus Teilen des heutigen Haryana fast vollständig vertrieben. Gleichzeitig flohen viele Hindus und Sikhs aus dem heute pakistanischen Teil des Punjab nach Haryana. Besonders hoch ist der muslimische Bevölkerungsanteil heute in den Distrikten Gurugram und Nuh im Süden Haryanas, wo die Meo, eine Kaste von muslimischen Landwirten, siedeln. Die Sikhs konzentrieren sich vor allem auf die nordwestlichen Distrikte an der Grenze zum Bundesstaat Punjab.

## Politik
Die gesetzgebende Versammlung (legislative assembly) von Haryana besteht aus einem Einkammerparlament, das 90 Abgeordnete umfasst. Die bei den letzten Wahlen wichtigsten politischen Parteien waren von den nationalen Parteien die Kongresspartei (INC), Bharatiya Janata Party (BJP), die Bahujan Samaj Party (BSP), die Communist Party of India (Marxist) (CPI(M)), und von den lokalen Parteien Indian National Lok Dal (INLD), Haryana Janhit Congress (HJC) und Shiromani Akali Dal (SAD).
Die Wahl zum Parlament von Haryana 2014 wurde durch die BJP gewonnen. Am 26. Oktober 2014 wurde Manohar Lal Khattar (BJP) als neuer Chief Minister von Haryana (der erste aus den Reihen der BJP) vereidigt.
Vom 21. bis 24. Oktober 2019 fand die folgende Parlamentswahl statt. Die BJP verlor dabei ihre absolute Sitzmehrheit und kam auf 40 Mandate, gefolgt von der Kongresspartei mit 31 Mandaten und der 2018 als Abspaltung von der INLD gegründeten Jannayak Janta Party (JJP) mit 10 Mandaten. INLD und HLP gewannen jeweils ein Mandat. Außerdem wurden 7 Unabhängige in das Parlament gewählt. Am 27. Oktober 2019 wurde Manohar Lal Khattar für eine zweite Amtszeit als Chief Minister an der Spitze einer Koalitionsregierung aus BJP und HLP vereidigt. Im Vorfeld der gesamtindischen Wahl 2024 zerstritt sich die BJP-geführte Koalitionsregierung und Manohar Lal Khattar trat am 12. März 2024 als Chief Minister zurück. Noch am selben Tag folgte ihm Nayab Singh Saini in diesem Amt nach. Bei der indischen Parlamentswahl 2024 gewann die BJP alle 10 Wahlkreise von Haryasna und bei der Parlamentswahl in Haryana am 5. Oktober 2024 war sie mit 48 von 90 gewonnenen Wahlkreisen ebenfalls erfolgreich. Nayab Singh Saini verblieb weiter im Amt des Chief Ministers.
Höchster Gerichtshof von Haryana ist der Punjab and Haryana High Court in Chandigarh, in dessen Zuständigkeitsbereich auch der Nachbarbundesstaat Punjab fällt.

## Verwaltungsgliederung
Der Bundesstaat Haryana ist in 4 Divisionen und 22 Distrikte untergliedert.

### Divisionen

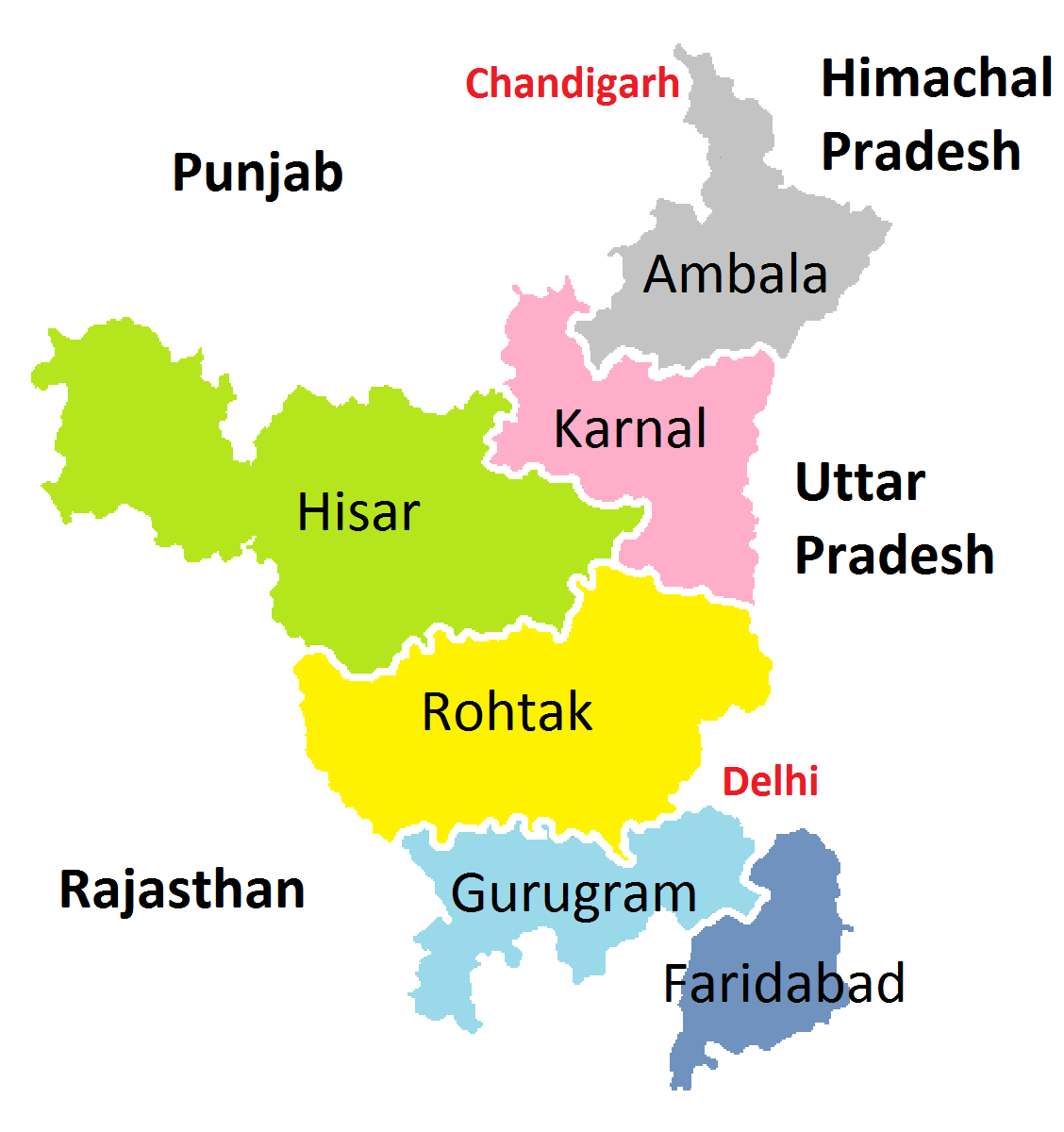
Divisionen von Haryana

| Division | Distrikte                                              |
| -------- | ------------------------------------------------------ |
| Ambala   | Ambala, Kaithal, Kurukshetra, Panchkula, Yamunanagar   |
| Gurugram | Faridabad, Palwal, Gurugram, Mahendragarh, Nuh, Rewari |
| Hisar    | Bhiwani, Fatehabad, Jind, Hisar, Sirsa, Charkhi Dadri  |
| Rohtak   | Jhajjar, Karnal, Panipat, Rohtak, Sonipat              |

### Distrikte
Zum Zeitpunkt der letzten Volkszählung 2011 war Haryana in 21 Distrikte unterteilt. Am 19. September 2016 wurde als 22. Distrikt Charkhi Dadri aus Teilen des Distrikts Bhiwani gebildet. Die in der folgenden Tabelle angegebenen Einwohner- und Flächenangaben stammen aus der Volkszählung 2011.
| Nr. | Distrikt                  | Verwaltungssitz | Fläche in km² (2011) | Einwohner (2011) | Bev.-dichte (Ew./km²) |
| --- | ------------------------- | --------------- | -------------------- | ---------------- | --------------------- |
| 1   | Ambala                    | Ambala          | 1.574                | 1.128.350        | 717                   |
| 2   | Bhiwani *                 | Bhiwani         | 4.778                | 1.634.445        | 342                   |
| 3   | Charkhi Dadri **          | Charkhi Dadri   | –                    | –                | –                     |
| 4   | Faridabad                 | Faridabad       | 741                  | 1.809.733        | 2.442                 |
| 5   | Fatehabad                 | Fatehabad       | 2.538                | 942.011          | 371                   |
| 6   | Gurugram (früher Gurgaon) | Gurugram        | 1.258                | 1.514.432        | 1.204                 |
| 7   | Hisar                     | Hisar           | 3.983                | 1.743.931        | 438                   |
| 8   | Jhajjar                   | Jhajjar         | 1.834                | 958.405          | 523                   |
| 9   | Jind                      | Jind            | 2.702                | 1.334.152        | 494                   |
| 10  | Kaithal                   | Kaithal         | 2.317                | 1.074.304        | 464                   |
| 11  | Karnal                    | Karnal          | 2.520                | 1.505.324        | 597                   |
| 12  | Kurukshetra               | Thanesar        | 1.530                | 964.655          | 630                   |
| 13  | Mahendragarh              | Narnaul         | 1.899                | 922.088          | 486                   |
| 14  | Nuh (früher Mewat)        | Nuh             | 1.507                | 1.089.263        | 723                   |
| 15  | Palwal                    | Palwal          | 1.359                | 1.042.708        | 767                   |
| 16  | Panchkula                 | Panchkula       | 898                  | 561.293          | 625                   |
| 17  | Panipat                   | Panipat         | 1.268                | 1.205.437        | 951                   |
| 18  | Rewari                    | Rewari          | 1.594                | 900.332          | 565                   |
| 19  | Rohtak                    | Rohtak          | 1.745                | 1.061.204        | 608                   |
| 20  | Sirsa                     | Sirsa           | 4.277                | 1.295.189        | 303                   |
| 21  | Sonipat                   | Sonipat         | 2.122                | 1.450.001        | 683                   |
| 22  | Yamunanagar               | Yamunanagar     | 1.768                | 1.214.205        | 687                   |

Distrikte von Haryana (die Nummerierung entspricht der der Tabelle)

*) Nach der Volkszählung 2011 durch die Neubildung des Distrikts Charkhi Dadri verkleinert.

**) Nach der Volkszählung 2011 neu gegründet.

### Entwicklung der Distrikteinteilung seit 1966
Bei seiner Bildung am 1. November 1966 hatte der Bundesstaat Haryana sieben Distrikte: Ambala, Karnal, Rohtak, Gurgaon (später Gurugram), Mahendragarh, Hisar und Jind. Seither hat sich die Zahl der Distrikte kontinuierlich durch Neubildungen vermehrt:
- 22. Dezember 1972: Bhiwani und Sonipat
- 23. Januar 1973: Kurukshetra
- 26. August 1975: Sirsa
- 2. August 1979: Faridabad
- 1. November 1989: Yamunanagar, Kaithal, Rewari
- 15. August 1995: Panchkula
- 15. Juli 1997: Jhajjar, Fatehabad
- 4. April 2005: Mewat (heute Nuh)
- 13. August 2008: Palwal
- 1. Dezember 2016: Charkhi Dadri

### Kommunale Selbstverwaltung
In den letzten Jahren wurden mehrere Städte zusammengelegt. Anfang 2016 gab es in Haryana 10 Municipal Corporations, 18 Municipal Councils und 50 Municipal Committees.
Municipal Corporations:
- Ambala
- Faridabad
- Gurugram
- Hisar
- Karnal
- Panchkula
- Panipat
- Rohtak
- Sonipat
- Yamunanagar

Municipal Councils:
- Bahadurgarh
- Bhiwani
- Charkhi Dadri
- Fatehabad
- Gohana
- Hansi
- Hodal
- Jind
- Kaithal
- Mandi Dabwali
- Narnaul
- Narwana
- Palwal
- Rewari
- Sirsa
- Sohna
- Thanesar
- Tohana

## Wirtschaft
Als größter Empfänger von Pro-Kopf-Investitionen seit 2000 in Indien und einer der reichsten und am weitesten entwickelten Regionen in Südasien verfügt Haryana über das fünfthöchste Pro-Kopf-Einkommen unter den indischen Bundesstaaten und Unionsterritorien. Für das Jahr 2016–17 betrug es 180.174 Rupien (2.500 USD) gegenüber einem landesweiten Durchschnitt von 112.432 Rupien (1.600 USD). Haryanas geschätztes Bruttoinlandsprodukt betrug 2017/18 ca. 95 Milliarden US-Dollar (52 % Dienstleistungen, 34 % Industrie und 14 % Landwirtschaft) und wächst jährlich um 12,96 % (2012–17 Durchschnitt). Der Bundesstaat verdankt seine Dynamik vor allem der Nähe zur Indischen Hauptstadtregion Delhi. In Haryana gibt es über 30 Sonderwirtschaftszonen die für 7 % der nationalen Agrarexporte, 65 % der nationalen Basmati-Reisexporte, 67 % der Autos, 60 % der Motorräder, 50 % der Traktoren und 50 % der Kühlschränke, die in Indien hergestellt wurden, verantwortlich sind. Einige Städte in dem Bundesstaat wie Gurugram und Faridabad gehören zu den am schnellsten wachsenden der Welt (wirtschaftlich und demografisch). Die Stadt Gurugram belegt Platz 1 in Indien im Bezug auf die IT-Wachstumsrate und die vorhandene Technologieinfrastruktur und Platz 2 in Bezug auf Startup-Ökosysteme, Innovation und Lebensqualität (Stand 2016).